# Avenida Comercial
A Avenida Comercial é uma avenida de Taguatinga, no Distrito Federal. Corre paralelamente à Avenida Samdu e é uma das principais avenidas da cidade, além de ser uma das principais zona comerciais da cidade.
Possui duas faixas em cada sentido, sem canteiro central, sendo uma pista estreita e reta. A avenida atravessa longitudinalmente a cidade no sentido norte-sul, sendo comum as duas partes serem denominadas "Comercial Norte" e "Comercial Sul". A Comercial Norte começa na BR-070, entre as QNG 37 38, cruzando a Avenida Hélio Prates, e vai até o centro, entre a C 9 e Praça do Relógio, onde cruza a DF-085, após o qual passa a ser a Comercial Sul, entre a C 8 e a C 12, até o final da QSB e a QSA, na altura dos colégios Colégio Marista Champagnat Taguatinga e o Centro Educacional 02 (Centrão).
Pelo Plano Diretor Local de Taguatinga (PDLT), a avenida deve ser expandida até a Estação Taguatinga Sul, passando pelas quadras QSD 9, 21, 29, 41 e 53, o que ainda não foi implantado.
Em praticamente toda sua extensão possui lojas em seu lado oeste (CNE, CNB e CSB). No lado leste da Comercial Norte (QND, QNA) não eram permitidos lojas comerciais, o que foi alterado pelo PDLT em 1998.
Há um projeto para que a Comercial tenha um sentido único junto com a Avenida Samdu para desafogar o trânsito da cidade, por ser uma das principais vias de transporte de Taguatinga.